# Big Ole Freak
Big Ole Freak è un singolo della rapper statunitense Megan Thee Stallion, pubblicato il 22 gennaio 2019 come secondo estratto dall’EP Tina Snow.

## Descrizione
La canzone contiene un campionamento di Is It Love This Time della band Immature, dal loro album del 1992 On Our Worst Behavior.

## Accoglienza
Rolling Stone l’ha chiamata “una canzone rap francamente carnale”. Billboard l’ha definita “adatta ai club, con uno spirito impenitente”, oltre a descrivere la rapper come una potenziale leader di una nuova era dell’hip-hop.

## Video musicale
Il video musicale è stato pubblicato a febbraio 2019.

## Classifiche
| Classifica (2019) | Posizione massima |
| ----------------- | ----------------- |
| Stati Uniti       | 65                |